# Amico mio (singolo)
Amico mio è un singolo del cantante italiano Danilo Sacco, pubblicato il 30 novembre 2018 in concomitanza dell'uscita del suo terzo album da solista Gardè.

## Descrizione
Il testo racconta la storia di amicizia tra il rugbista sudafricano Joost van der Westhuizen e l'avversario neozelandese Jonah Lomu.

## Video musicale
Il videoclip è stato girato a Piano della Renga in Abruzzo, è diretto da Niko Cutugno Lancia e Sigfus Johann Arnason. Pubblicato nel suo canale youtube ufficiale.